# National Association of State Energy Officials
National Association of State Energy Officials (Naseo) är en amerikansk intresseorganisation för guvernör-utsedda tjänstemän inom energi i samtliga amerikanska delstater och amerikanska territorier.
Intresseorganisationen grundades 1986 av delstaterna efter att ett avtal upprättades mellan dem och intresseorganisationen National Governors Association (NGA).